# 中村義洋
中村 義洋（なかむら よしひろ、1970年8月25日 - ）は、日本の映画監督、脚本家、ナレーター。

## 来歴
茨城県つくば市出身。茨城県立土浦第一高等学校、成城大学文芸学部芸術学科卒業。映画の仕事に惹かれたキッカケは高校3年のときに観た『マルサの女』である。大学在学中より映画研究部に所属し、8mm映画製作を始める。1993年に『五月雨厨房』が「ぴあフィルムフェスティバル（PFF）」で準グランプリを受賞した。大学卒業後、崔洋一、平山秀幸、伊丹十三らの作品に助監督として参加する。
1999年、自主製作作品『ローカルニュース』で監督デビューする。同年、『ほんとにあった! 呪いのビデオ』に企画立ち上げから関わる。その後シリーズ化された同作においては、その多くで監修、構成、演出を務め、また現在に至るまでナレーションを務めている。その冷静で落ち着いた声色と、「おわかりいただけただろうか」「○○とでも言うのだろうか」などの特徴的な言い回しは視聴者に強い印象を与えており、地上波での心霊特番などにも度々ナレーターとして呼ばれることがある。
2004年、脚本家の鈴木謙一と構成作家の細川徹と共に映像コントユニット「小鳩の会」を結成する。
2007年、日本映画製作者協会 (協同組合)による、もっとも将来性のある新人監督に与える「新藤兼人賞・金賞」を受賞する。
2018年、茨城県表彰（新しいいばらきづくり表彰）を受賞。

## 監督作品

### 映画
太字は脚本も担当。
- ローカルニュース（1999年）[5]
- 日野日出志のザ・ホラー怪奇劇場「わたしの赤ちゃん」（2004年）
- 絶対恐怖 Booth ブース（2005年）
- @ベイビーメール（2005年）
- あそこの席（2005年）
- ルート225（2006年）
- アヒルと鴨のコインロッカー（2006年）
- チーム・バチスタの栄光（2008年）
- ジャージの二人（2008年）
- フィッシュストーリー（2009年）
- ジェネラル・ルージュの凱旋（2009年）
- ゴールデンスランバー（2010年）
- ちょんまげぷりん（2010年）
- 映画 怪物くん（2011年）
- ポテチ（2012年）
- みなさん、さようなら（2013年）
- 奇跡のリンゴ（2013年）
- ナゾトキネマ マダム・マーマレードの異常な謎 出題編/解答編（2013年）
- 白ゆき姫殺人事件（2014年）
- 予告犯（2015年）
- 残穢 -住んではいけない部屋-（2016年）
- 殿、利息でござる!（2016年）[6]
- 忍びの国（2017年）[7]
- 決算! 忠臣蔵（2019年）[8]
- リアクション・マスター（短編連作「稽古場」の１編　2021年公開予定）※[9]
- 劇場版 ほんとにあった！呪いのビデオ100（2023年）- 構成・演出・ナレーション・出演
- 見える子ちゃん（2025年6月6日公開）

### テレビ
- 日本の怖い夜「くも女」（2004年、TBSテレビ）
- イロドリヒムラ「張り込み」（2012年、TBSテレビ）
- 予告犯 -THE PAIN-（2015年、WOWOW）※シリーズ構成・監督

## 参加作品

### 脚本・脚色
- 人間の屑（2000年）
- 世にも奇妙な物語 SMAPの特別編（2001年）※脚本協力
- ラストシーン（2001年）
- 仄暗い水の底から（2002年）
- 恋に唄えば♪（2002年）
- 刑務所の中（2002年）
- クイール（2003年）

### 演出・構成
- ほんとにあった! 呪いのビデオ（1999年 - 2001年, 2023年）※パート1 - 7・Special・パート100

### ナレーション
- ほんとにあった! 呪いのビデオ（1999年 - ）※パート3 - [注 2]・Special1 - 5
- 世界の恐怖映像 2008，2010，2012
- 世界の怖い夜!（2012年 - 不定期）
- 格闘家PRIDEDVDナレーション
- ダークギャザリング （2023年）

### 出演
- 青い車（2004年）
- 松ヶ根乱射事件（2007年）
- 赤い文化住宅の初子（2007年）
- ゴールデンスランバー（2010年）
- ポテチ（2012年）
- 心霊マスターテープ（2022年）